# Петкович, Даниел
Даниел Петкович (черног. Данијел Петковић / Danijel Petković; родился 25 мая 1993 года в городе Котор, Югославия) — черногорский футболист, вратарь латвийского клуба «Лиепая» и сборной Черногории.

## Клубная карьера
Черногория
Петкович — воспитанник клуба «Бокель». Начал свою карьеру в молодёжном составе «ФК Бокель». В сезоне 2010/2011 он дебютировал в основном составе и выиграл с командой Вторую лигу Черногории. В сезоне 2011/2012 он провёл 26 матчей уже в Первой лиге и пропустил 39 мячей. После этого сезона команда вылетела опять во Вторую лигу и Петкович играл там ещё два сезона. В июле 2014 года переходит в клуб «Зета», возвращаясь в Первую лигу. И через сезон переходит в
«Ловчен».
МТК
26 августа 2016 года было объявлено о переходе Петковича в венгерский «МТК». Играет весь сезон основного вратаря, но команда не удерживается в Первой лиге.
Лорьян
13 июля 2017 года Петкович подписывает трёхлетний контракт с французским клубом «Лорьян», играющим в Лиге 2. Даниела берут вместо Бенжамена Леконта (перешёл в Монпелье), который много лет защищал ворота французского клуба. 29 июля дебютировал в Лиге 2. Сезон 2018/2019 начинает с роли основного вратаря, но после нескольких ошибок тренер Микаэль Ландро садит его до конца сезона на «скамейку».
Анже
16 июля 2019 года Петкович подписывает трёхлетний с Анже. Провёл в клубе весь трёхлетний контракт, но сыграл за клуб только 17 матчей, так и не став первым номером команды.
Кишварда
3 февраля 2023 года Петкович переходит в венгерский «Кишварда». Провёл в клубе 1,5 сезона, сыграв 19 матчей.
Лиепая
18 июля 2024 года продолжил карьеру в латвийском «Лиепая».

## Международная карьера
24 мая 2014 года он дебютировал в составе сборной Черногории, заменив на последних минутах травмированного Младена Божовича в товарищеском матче против сборной Ирана.

## Статистика

### Сборная
| Сборная    | Год   | Игры | Голы | Сух.матчи |
| ---------- | ----- | ---- | ---- | --------- |
| Черногория | 2014  | 1    | 0    | 1         |
| Черногория | 2017  | 6    | -8   | 2         |
| Черногория | 2018  | 8    | -8   | 3         |
| Черногория | 2019  | 6    | -10  | 2         |
| Черногория | 2020  | 2    | -1   | 1         |
| Черногория | 2022  | 1    | -2   | 0         |
| Черногория | 2023  | 1    | -2   | 0         |
| Всего      | Всего | 25   | -31  | 9         |

| №  | Дата             | Оппонент             | Счёт | Голы | Сухие     | Карточки | Минуты  | Соревнование                 |
| -- | ---------------- | -------------------- | ---- | ---- | --------- | -------- | ------- | ---------------------------- |
| 1  | 26 мая 2014      | Иран                 | 0:0  | —    | зелёная ✓ | —        | 1'      | Товарищеский матч            |
| 2  | 4 июня 2017      | Иран                 | 1:2  | -2   | —         | —        | 90'     | Товарищеский матч            |
| 3  | 10 июня 2017     | Армения              | 4:1  | -1   | —         | —        | 90'     | Отбор ЧМ-2018 (группа Е)     |
| 4  | 1 сентября 2017  | Казахстан            | 3:0  | —    | зелёная ✓ | —        | 90'     | Отбор ЧМ-2018 (группа Е)     |
| 5  | 4 сентября 2017  | Румыния              | 1:0  | —    | зелёная ✓ | —        | 90'     | Отбор ЧМ-2018 (группа Е)     |
| 6  | 5 октября 2017   | Дания                | 0:1  | -1   | —         | —        | 90'     | Отбор ЧМ-2018 (группа Е)     |
| 7  | 8 октября 2017   | Польша               | 2:4  | -4   | —         | —        | 90'     | Отбор ЧМ-2018 (группа Е)     |
| 8  | 27 марта 2018    | Турция               | 2:2  | -2   | —         | —        | 90'     | Товарищеский матч            |
| 9  | 28 мая 2018      | Босния и Герцеговина | 0:0  | —    | зелёная ✓ | —        | 90'     | Товарищеский матч            |
| 10 | 7 сентября 2018  | Румыния              | 0:0  | —    | зелёная ✓ | —        | 90'     | Лига наций (группа C4)       |
| 11 | 10 сентября 2018 | Литва                | 2:0  | —    | зелёная ✓ | —        | 90'     | Лига наций (группа C4)       |
| 12 | 11 октября 2018  | Сербия               | 0:2  | -2   | —         | —        | 90'     | Лига наций (группа C4)       |
| 13 | 14 октября 2018  | Литва                | 4:1  | -1   | —         | —        | 90'     | Лига наций (группа C4)       |
| 14 | 17 ноября 2018   | Сербия               | 1:2  | -2   | —         | —        | 90'     | Лига наций (группа C4)       |
| 15 | 20 ноября 2018   | Румыния              | 0:1  | -1   | —         | —        | 90'     | Лига наций (группа C4)       |
| 16 | 22 марта 2019    | Болгария             | 1:1  | -1   | —         | —        | 90'     | Отбор ЧЕ-2020 (группа А)     |
| 17 | 25 марта 2019    | Англия               | 1:5  | -5   | —         | —        | 90'     | Отбор ЧЕ-2020 (группа А)     |
| 18 | 5 сентября 2019  | Венгрия              | 2:1  | —    | зелёная ✓ | —        | 45' 46' | Товарищеский матч            |
| 19 | 10 сентября 2019 | Чехия                | 0:3  | -3   | —         | —        | 90'     | Отбор ЧЕ-2020 (группа А)     |
| 20 | 11 октября 2019  | Болгария             | 0:0  | —    | зелёная ✓ | —        | 90'     | Отбор ЧЕ-2020 (группа А)     |
| 21 | 14 октября 2019  | Косово               | 0:2  | -1   | —         | —        | 15' 15' | Отбор ЧЕ-2020 (группа А)     |
| 22 | 7 октября 2020   | Латвия               | 1:1  | -1   | —         | —        | 90'     | Товарищеский матч            |
| 23 | 11 ноября 2020   | Казахстан            | 0:0  | —    | зелёная ✓ | —        | 90'     | Товарищеский матч            |
| 24 | 7 июня 2022      | Финляндия            | 0:2  | -2   | —         | —        | 90'     | Лига наций 22/23 (группа B3) |
| 25 | 12 октября 2023  | Ливан                | 3:2  | -2   | —         | —        | 90'     | Товарищеский матч            |

Итого: сыграно матчей: 25 / сухих:9 / пропущено голов: 31; победы: 7, ничьи: 8, поражения: 10.

## Достижения
«Бокель»
- Победитель Второй лиги Черногории (2): 2010/11, 2013/14